# Aurora Automobile Company
Aurora Automobile Company, vorher Aurora Carriage Top Company, war ein US-amerikanischer Hersteller von Automobilen.

## Unternehmensgeschichte
Die Aurora Carriage Top Company aus Aurora in Illinois stellte ursprünglich Teile für Kutschen her. A. J. Jeffrey, J. M. Spiker und E. D. Pinney leiteten das Unternehmen. 1905 warben sie W. H. Howe von der Chicago Automobile Company als Fahrzeugkonstrukteur an, benannten das Unternehmen in Aurora Automobile Company um und begannen mit der Produktion von Automobilen. Der Markenname lautete Aurora. 1906 endete die Produktion.
Es gab keine Verbindung zur Emancipator Automobile Company aus der gleichen Stadt, die ab 1907 den gleichen Markennamen für ihre Fahrzeuge verwendete.

## Fahrzeuge
Das einzige Modell war ein Tourenwagen. Das Fahrgestell hatte 254 cm Radstand. Ein Vierzylindermotor mit 30 PS Leistung trieb über ein Friktionsgetriebe und Kardanwelle die Hinterachse an.